# Tumble (dynamique des fluides)
Pour les articles homonymes, voir Tumble.
 (décembre 2014).
Si vous disposez d'ouvrages ou d'articles de référence ou si vous connaissez des sites web de qualité traitant du thème abordé ici, merci de compléter l'article en donnant les références utiles à sa vérifiabilité et en les liant à la section « Notes et références ».

D'un point de vue dynamique des fluides, le tumble est une technique d'injection dans les moteurs à allumage commandé,. 

## Description
Il s'agit de réaliser, à l'aide d'une forme particulière de la tête du piston, une charge stratifiée de carburant dans la chambre de combustion. Pour cela, le jet de fluide est dévié perpendiculairement à l'axe du cylindre vers le point d'inflammation du mélange, à savoir la bougie d'allumage.